# Pentas
Pentas es un género con 79 especies de fanerógamas de la familia Rubiaceae.

## Descripción
Son hierbas perennes, muy raramente bienales o arbustos, con tallo erecto o postrado ±. Hojas opuestas o en verticilos, pecioladas o sésiles, ovadas u ovadas en su mayoría-lanceoladas; estípulas divididas en 2  lóbulos cerdosos. Inflorescencia terminal o axilar en corimbo, a menudo poco espigadas. Flores hermafroditas, a menudo di-o trimorfas. Cáliz tubo globoso u ovoide, en su mayoría adnado al ovario, 5 (-6-lobulado, lóbulos foliáceos, a menudo subpersistentes en frutas. El fruto con muchas semillas en cápsula, obtriangular u ovoide, acanalada, picuda, con la apertura en el ápice, dividiéndose en 4 válvulas, externamente papillosas y diminutas semillas, de color marrón, irregular, globosa o tetraédrica.

## Taxonomía
El género fue descrito por George Bentham y publicado en Botanical Magazine 70: , pl. 4086. 1844. La especie tipo es: Pentas carnea Benth. 

## Especies más conocidas
- Pentas bussei Krause
- Pentas cleistostoma K.Schum.
- Pentas lanceolata (Forssk.) Deflers
- Pentas longiflora Oliv.
- Pentas nobilis S.Moore
- Pentas schimperi (Hochst.) Wieringa
- Pentas zanzibarica Vatke